# 부얀 서천 칸
부얀 세첸 카안(몽골어: ᠪᠤᠶᠠᠨ
ᠰᠡᠴᠡᠨ
ᠬᠠᠭᠠᠨ 
Buyan Sečen Qa'an, 키릴 문자:Буян Сэцэн хаан, 布延 彻辰 汗, 1554년 ~ 1604년, 재위: 1592년 ~ 1604년)은 몽골 북원의 카안이자 차하르부의 칸이다. 부얀 다융 세첸 카안(몽골어: ᠪᠤᠶᠠᠨ
ᠳᠠᠶᠤᠨᠩ
ᠰᠡᠴᠡᠨ
ᠬᠠᠭᠠᠨ 
Buyan Dayung Sečen Qa'an), 또는 다융 부얀 세첸 카안(몽골어: ᠳᠠᠶᠤᠨᠩ
ᠪᠤᠶᠠᠨ
ᠰᠡᠴᠡᠨ
ᠬᠠᠭᠠᠨ Dayung Buyan Sečen Qa'an), 다언한(大彦罕)이라고도 한다. 명나라 사서에는 부얀 타이지(卜言台周, 不燕台吉, 卜言台住), 부언백(卜彥伯), 부얀 체첸 태자(不彥七慶台吉)로도 표기된다. 그의 이름은 몽골어로 덕망, 미덕을 뜻한다. 
그는 명목상 몽골 제국의 대칸이었고, 실제 그의 정치적 영향력은 차하르부에 한해서였다. '다언한'(大彦罕)은 곧 '부얀 다융 세첸 카안'의 약칭임을 알 수 있는데, '大彦'은 곧 '대원'을 가리키고 '大彦罕'은 '대원 칸'이다. 그러나 명나라에서는 대원이 대신 대언으로 해석하였다. 몽골 황금사에 의하면 그는 톡토아부카 타이송 칸이 잃어버린 옥쇄를 되찾았다 한다.

## 생애
1554년생 설과 1555년생 설이 있으며, 정확한 생일은 전하지 않는다. 1574년 타이지(태자)로 책봉되었다. 그는 차하르부의 흑석탄, 내(内) 할하부의 아바하이, 다얀 카안의 증손 초카, 올량합부의 두쿠리 등과 연합하여 명나라 변경을 공략, 소진(薊鎮), 요동(遼東) 등을 격파하였다. 아버지는 투먼 자사그투 칸이고 어머니는 킵차크씨족 출신이다.
그의 이름 부얀은 몽골어로 덕망, 미덕을 뜻한다. 부얀 다융 세첸 카안 또는 다융 부얀 세첸 카안은 대원(大元)의 현명한 카안 부얀이라는 뜻이다. 중국에는 대원국이라는 뜻의 다융이 다시 한자로 번역되는 과정에서 다언으로 오해석되거나, 의도적으로 대원(大元)이 아닌 다른 한자로 채택되었다. 1574년에 태자에 임명되었다.
그는 투먼 자삭투 칸의 장남으로 카안을 계승하였다. 작자미상의 《대황책(大黃冊)》 121쪽에 따르면, “부얀은 30세 되던 해에 카안(合罕)이 되어 부얀 다융 세첸 카안이라 불렸고, 정치와 종교를 모두 평정하였다.”고 한다. 자신의 영지 차하르부에는 만호를 파견했다. 그의 치세에 그는 형식적인 몽골 전체의 종주권을 행사했고, 그는 시라무룬허 주변까지 영향력을 행사했다. 그러나 그의 통치 기간 동안 북원 왕조는 다시 한 번 혼란에 빠졌다. 그의 치세기간 중 몽골 제국은 별도의 제후국으로 분할되었고, 그는 형식적인 종주권, 명목상의 종주권만 유지했다. 이로서 전 몽골에 대한 통제력을 상실했다. 그는 차하르의 칸이라고도 불렸다.
1594년에 하르친부의 노얀 옹구타이, 망구스 등이 여진족과의 전투에 패하고 누르하치에게 귀순하였다.
그는 타이송 칸이 잃어버렸던 원나라 황제의 인장, 옥쇄를 되찾았다 한다. 에센 타이시 칸에서 투먼 자삭투 칸까지의 역대 북원의 카안들은 대원나라의 인장이 아니라 새로 만든 인장을 가지고 있었다. 부얀 칸은 심지어 징기스칸의 제국 인장이라는 소문이 자자한 것을 다른 몽골 씨족들에게 보여줌으로써 그의 통치를 합법화하려고 시도했다. 1604년에 사망했다. 아들 망구스 태자는 그보다 먼저 사망하여 이후 그의 손자 링단 바하투르가 칸이 되어 그를 계승하였다. 몽골식 존호 세첸 카안(Сэцэн хаан)은 몽골어로 현명한 카안을 뜻한다.

## 가족 관계
- 망구스 태자, 링단 카안의 아버지
- 라브카르
- 모키타토

## 참고 자료
- H.H.Howorth-History of the Mongols from the 9th to the 19th Century: Part 1, p.378
- Ариунгуа H. XIV—XVI зууны Монгол-Хятадын харилцаа. УБ., 1996.

| 전임 투먼 자삭투 칸 | 제39대 몽골 제국 대칸 1592년 - 1604년 | 후임 링단 칸 |

| 전임 투먼 자삭투 칸 | 제24대 북원 황제 1592년 - 1604년 | 후임 링단 칸 |

| 전임 투먼 자삭투 칸 | 제4대 몽골 차하르부의 칸 1592년 - 1604년 | 후임 링단 칸 |